# Steyerbromelia neblinae
Steyerbromelia neblinae är en gräsväxtart som beskrevs av Bruce K. Holst. Steyerbromelia neblinae ingår i släktet Steyerbromelia och familjen Bromeliaceae. Inga underarter finns listade i Catalogue of Life.